# Aganocrossus hutteri
Aganocrossus hutteri är en skalbaggsart som beskrevs av Rudolph Petrovitz 1973. Aganocrossus hutteri ingår i släktet Aganocrossus och familjen Aphodiidae. Inga underarter finns listade i Catalogue of Life.